# Conus monile
Conus monile é uma espécie de gastrópode do gênero Conus, pertencente à família Conidae.

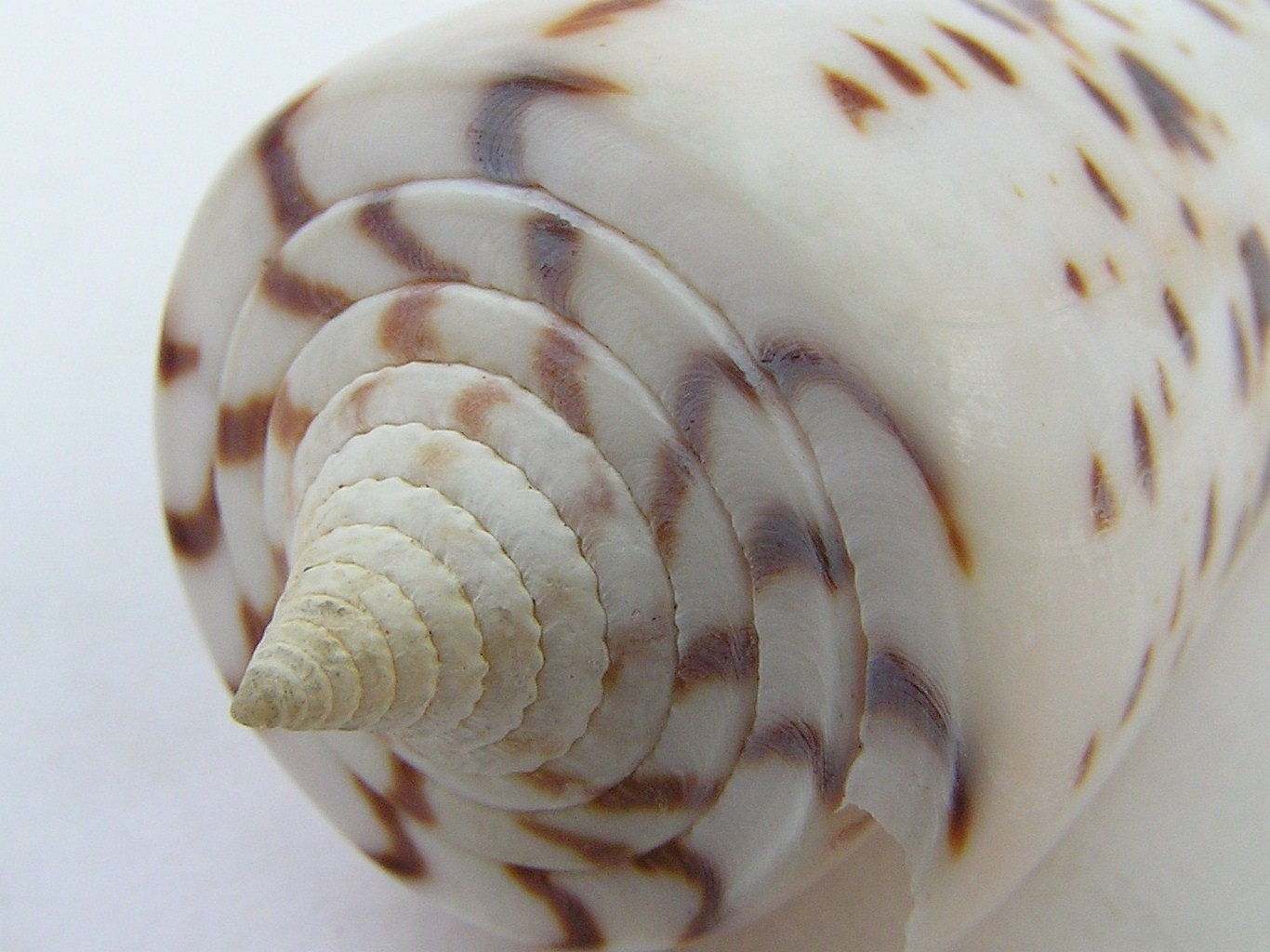
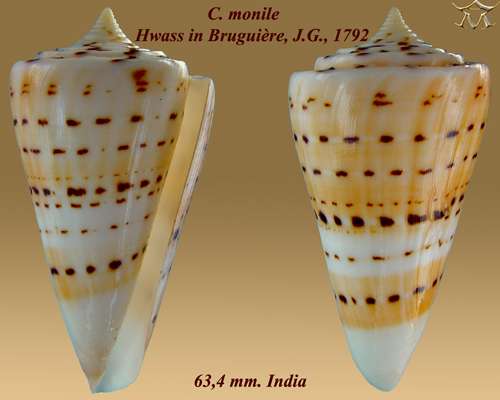
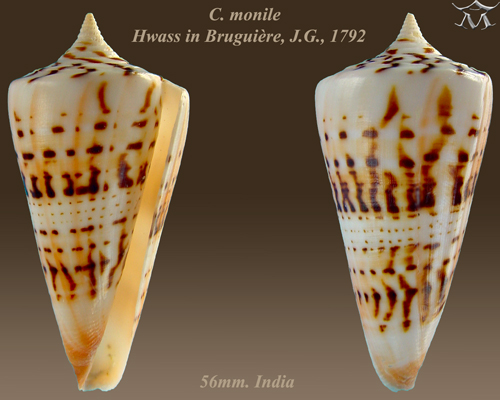
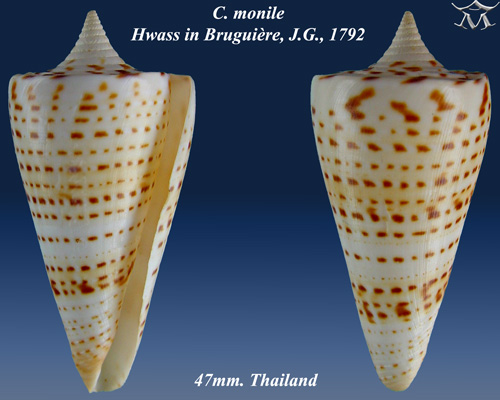
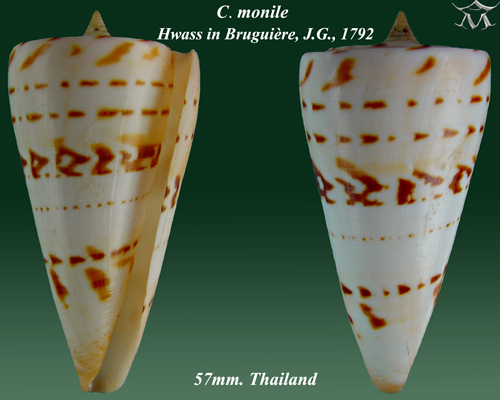